# Waste 'Em All
Waste 'Em All è l'album d'esordio della band Thrash metal Municipal Waste. Dopo l'uscita dell'album, l'Earache Records decide di far firmare un contratto alla band fino al maggio 2004. Il titolo dell'album rende omaggio al primo disco dei Metallica, Kill 'Em All.

## Tracce
1. Executioner (Intro) - 1:12
2. Sweet Attack- 0:58
3. Mutants of War - 1:00
4. Knife Fight - 0:50
5. Drunk as Shit - 0:58
6. Death Prank - 0:11
7. Substitute Creature - 1:01
8. Waste 'Em All - 1:30
9. Toxic Revolution - 1:51
10. 'I Want to Kill the President - 0:17
11. 'Thrash?! Don't Mind If I Do - 0:56
12. Dropped Out - 0:46
13. 'Blood Hunger - 1:10
14. 'Jock Pit - 1:15
15. 'The Mountain Wizard - 1:25
16. 'Untitled (Hidden Track) - 2:09

## Formazione
- Tony Foresta - voce
- Ryan Waste - chitarra solista
- Andy Harris - basso
- Brandon Ferrell - batteria